# Thomas Arundell, 1.º Barão Arundell de Wardour
Thomas Arundell, 1.º Barão Arundell de Wardour (c. 1560 — Wiltshire, 7 de novembro de 1639) foi um nobre inglês, Conde do Sacro Império Romano, que se distinguiu nas batalhas contra os turcos otomanos a serviço do imperador Rodolfo II da Germânia.

## Biografia
Thomas Arundell era o filho mais velho de Matthew Arundell do Castelo de Wardour em Wiltshire, um membro da antiga família Arundell da Cornualha, e de Margaret Willoughby, filha de Henry Willoughby, de Wollaton, Nottinghamshire. Seu pai herdou extensas antigas terras monásticas, e serviu em uma série de cargos administrativos, incluindo os de grão xerife, custos rotulorum e Deputy Lieutenant de Dorset. Em sua juventude, sua mãe trabalhou por vários anos na criadagem da Princesa Elizabeth em Hatfield. Os avós paternos de Arundell eram Thomas Arundell (executado em 26 de fevereiro de 1552) e Margaret Howard, irmã da rainha Catarina Howard
Em 1580 Arundell foi preso por defender com extremado fervor a sua fé católica. Por licença datada de 18 de junho de 1585 casou com Mary (ca.1567 -1607), filha de Henry Wriothesley, 2.º Conde de Southampton e de Mary, filha de Anthony Browne, 1.º Visconde de Montagu. A esposa de Arundell era irmã de Henry Wriothesley, 3.º Conde de Southampton.
Embora fosse católico sua vida toda, Arundell demonstrou sua lealdade à Coroa em 1588, doando dinheiro para a campanha inglesa contra a Invencível Armada.
De acordo com Akrigg, Arundell era "talentoso e erudito", mas ao chegar à faixa dos trinta anos de idade não tinha conseguido encontrar qualquer ocupação útil para os seus talentos e "afundou em uma existência melancólica", vivendo uma "vida solitária de estudos" nas propriedades de Wriothesley, em Hampshire ou nos cômodos da casa da família em Southampton, Londres. Em 1595 o pai de Arundell concordou em fornecer-lhe cavalos e uma quantia em dinheiro para que pudesse deixar a Inglaterra e servir nas forças imperiais contra os turcos otomanos. A própria rainha Elizabeth o recomendou para o imperador do Sacro Império Romano-Germânico, Rodolfo II. Em 7 de setembro de 1595 Arundell conquistou Gran, substituindo o estandarte turco pela águia imperial. Em reconhecimento ao seu serviço, Arundell recebeu o título de Conde do Sacro Império Romano em 14 de dezembro de 1595, e tornou-se conhecido como "o Valente".
Contra a vontade de seu pai Arundell deixou a corte imperial em meados de dezembro e voltou para a Inglaterra. Seu navio foi pego por uma tempestade e naufragou perto de Aldeburgh no litoral de Suffolk. Ele perdeu todos os seus pertences nos destroços, e quase morreu de frio nas areias da praia. Sua aquisição de um título estrangeiro despertou ciúme entre seus pares da nobreza na Inglaterra. A rainha ficou furiosa, e ameaçou fazê-lo renunciar ao título. Ela se empenhou em mandar Arundell para a prisão de Fleet, observando que "eu não terei uma ovelha marcada com a marca de outro homem". Arundell permaneceu preso até meados de abril de 1597, quando foi libertado, mas foi proibido de aparecer na corte. Nos meses seguintes, fez apelos frequentes à Rainha, mas ainda não foi atendido, e novamente foi vítima de depressão. Em julho, seu pai a contragosto permitiu que Arundell fosse morar com ele em Wardour desde que não trouxesse sua esposa com ele.
Em 1597 Arundell foi preso sob a vaga suspeita de espionagem católica. As autoridades revistaram seu quarto, mas não conseguiram provar nada contra ele, e deixaram-no sob a custódia de seu pai, em razão da falta de saúde de sua esposa. O pai de Arundell comportou-se como um verdadeiro carcereiro, e Arundell acabou sendo transferidos para outro lugar.
Arundell sucedeu seu pai em dezembro de 1598. Em 1601, seu cunhado, o Conde de Southampton, estava em julgamento por sua participação na Rebelião do Conde de Essex de 8 de fevereiro de 1601. Na tentativa de distanciar-se do infortúnio de Southampton, Arundell escreveu uma carta 'traiçoeira' em 18 de fevereiro endereçada a Robert Cecil, protestando contra Southampton, dizendo que estava cansado de lhe dar bons conselhos, e que decidiu se afastar dele.
Em março de 1605 Arundell e Southampton enviaram o capitão George Weymouth para fundar uma colônia americana na Virgínia. Em 4 de maio de 1605 o rei Jaime I criou o título de Barão Arundell de Wardour especialmente para Thomas Arundell. Nomeado pelo novo rei como coronel do regimento inglês a serviço do arquiduque em Flandres espanhol,  Arundell fez uma travessia não autorizada para o continente em setembro de 1605, desobedecendo às ordens reais e incorrendo na ira do rei. Poucos meses depois, foi denunciado por Guy Fawkes sob tortura, e ficou sob suspeita de cumplicidade na Conspiração da pólvora.
Em 1607, o filho mais velho e herdeiro de Arundell, Thomas, casou com Bianchi Arundell, filha do Conde de Worcester, sem o consentimento de Arundell, resultando em um distanciamento entre pai e filho. A primeira esposa de Arundell, Mary, morreu algumas semanas depois do casamento. Em 1 de julho de 1608 Arundell se casou novamente. Sua segunda esposa foi Anne Philipson, filha de Miles Philipson, de Crook, Westmorland, e de Barbara Sandys, irmã de Francis Sandys, de Conishead, Lancashire.
Durante a década de 1630 Arundell envolveu-se em disputas religiosas com o Bispo de Durham, e em 1637 tentou vender o Castelo de Wardour para o rei. Morreu em Wardour em 07 de novembro de 1639, e foi sepultado em Tisbury.

## Casamentos e filhos
Arundell se casou pela primeira vez com Mary Wriothesley, com quem teve dois filhos e uma filha:
- Thomas Arundell, 2.º Barão Arundell de Wardour (c. 1586 – 19 de maio de 1643)
- William Arundell de Horningsham, Wiltshire, casou com Mary Browne, filha mais velha de Anthony-Maria Browne, 2.º Visconde Montagu[17]
- Elizabeth Mary Arundell, casou com John Philpot.

A primeira esposa de Arundell, Mary Wriothesley, foi sepultada em Tisbury, Wiltshire, em 27 de junho de 1607.
Arundell se casou pela segunda vez com Anne Philipson, terceira filha de Miles Philipson de Crook, Westmorland, com quem teve três filhos e seis filhas:
- Matthew
- Thomas
- Frederick
- Katherine, casou com Ralph Eure
- Mary, casou com John Somerset
- Anne, casou com Cecil Calvert, 2.º  Lorde Baltimore[18]
- Frances, casou com John Talbot, 10.º Conde de Shrewsbury
- Margaret, casou com John Fortescue
- Clare, casou com Humphrey Weld[16]